# Église Saint-Romain de Saint-Romain-sous-Gourdon
L'église Saint-Romain de Saint-Romain-sous-Gourdon est une église située sur le territoire de la commune de Saint-Romain-sous-Gourdon dans le département français de Saône-et-Loire et la région Bourgogne-Franche-Comté.

## Historique
Elle fait l'objet d'une inscription au titre des monuments historiques depuis le 11 octobre 1937.

## Architecture
L'église, construite en grès, possède une nef (non voûtée et non plafonnée, et laissant apparaître la charpente) qui semble dater du XIe siècle et un chœur du début du XIIe siècle.